# Биконсфилд (Квебек)
Биконсфилд (фр. Beaconsfield) је град у Канади у покрајини Квебек. Према резултатима пописа 2011. у граду је живело 19.505 становника.

## Становништво
Према резултатима пописа становништва из 2011. у граду је живело 19.505 становника, што је за 1,6% више у односу на попис из 2006. када је регистровано 19.194 житеља.
| 2006.  | 2011.  | 2016.  |
| ------ | ------ | ------ |
| 19.194 | 19.505 | 19,324 |